# Gulamo Khan
Gulamo Khan (Maputo, 11 de maio de 1952 — Mbuzini (Montes Libombos), 19 de outubro de 1986) foi um poeta e jornalista moçambicano.
Gulamo Khan foi locutor no Rádio Clube de Moçambique e jornalista.
Adido de Imprensa do Presidente da República de Moçambique, Samora Machel, morreu no acidente de aviação que vitimou o presidente.

## Obra publicada
No Portal das Memórias de África e do Oriente encontra-se referenciada a obra de Gulamo Khan
Depois da sua morte foi publicado o livro Moçambicanto, com uma recolha dos seus textos organizada por Albino Magaia, Calane da Silva, José Craveirinha e Júlio Navarro.

## Extrato de um poema
«céleres as águas
zambezeiam pela memória
das almadias do silêncio
nem o zumbido da cigarra
me entontece
nem o troar do tambor
me ensurdece
as vozes que são
sulcos das nossas esperanças
Oh pátria moçambiquero-te
neste alumbramento
e amar-te
devo-o à carne e ao nervo
deglutidos em revolta.»